# Adsorción por cambio de presión

Dibujo esquemático del proceso PSA ("aria" = entrada de aire). Nótese la simetría en un plano vertical entre los bocetos izquierdo y derecho.

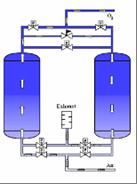
Generador de nitrógeno mediante PSA.

La adsorción por cambio de presión (PSA por sus siglas en inglés) es una técnica utilizada para separar algunas especies de gas de una mezcla de gases (normalmente aire) bajo presión de acuerdo con las características moleculares de las especies y su afinidad por un material adsorbente. Funciona a una temperatura cercana a la ambiente y difiere significativamente de la destilación criogénica comúnmente utilizada para separar gases. Se utilizan materiales adsorbentes selectivos (por ejemplo, zeolitas, tamices moleculares, carbón activado, etc.) como material de captura, adsorbiendo preferentemente las especies de gas objetivo a alta presión. Luego, el proceso cambia a baja presión para desorber el gas adsorbido.

## Proceso
| I  | entrada de aire comprimido |   | A         | adsorción |
| Oh | producción de oxígeno      | D | desorción |           |
| mi | escape                     |   |           |           |

Animación de la adsorción por oscilación de presión, (1) y (2) mostrando la adsorción y desorción alternadas.

El proceso de adsorción por cambio de presión (PSA) se basa en el fenómeno de que, bajo alta presión, los gases tienden a quedar atrapados en superficies sólidas, es decir, a ser "adsorbidos". Cuanto mayor sea la presión, más gas se adsorbe. Cuando se reduce la presión, el gas se libera o se desorbe. El PSA se puede utilizar para separar gases en una mezcla porque los diferentes gases se adsorben en una superficie sólida determinada con mayor o menor fuerza. Por ejemplo, si una mezcla de gases, como el aire, pasa bajo presión a través de un recipiente que contiene un lecho adsorbente de zeolita que atrae el nitrógeno con más fuerza que el oxígeno, una fracción del nitrógeno permanecerá en el lecho y el gas que sale del recipiente será más rico en oxígeno que la mezcla que entra. Cuando el lecho alcanza el límite de su capacidad para adsorber nitrógeno, se puede regenerar disminuyendo la presión, liberando así el nitrógeno adsorbido. Luego está listo para otro ciclo de producción de aire enriquecido con oxígeno.
El uso de dos recipientes adsorbentes permite una producción casi continua del gas objetivo. También permite una igualación de presión, donde el gas que sale del recipiente que se está despresurizando se utiliza para presurizar parcialmente el segundo recipiente. Esto supone un importante ahorro energético y es una práctica industrial habitual.

## Adsorbentes
Además de su capacidad para discriminar entre diferentes gases, los adsorbentes para sistemas PSA suelen ser materiales muy porosos elegidos debido a sus grandes áreas superficiales específicas. Los adsorbentes típicos son la zeolita, el carbón activado, el gel de sílice, la alúmina o las resinas sintéticas. Aunque el gas adsorbido en estas superficies puede consistir en una capa de sólo una o, como máximo, unas cuantas moléculas de espesor, áreas superficiales de varios cientos de metros cuadrados por gramo permiten la adsorción de una gran parte del peso del adsorbente en gas. Además de su afinidad por diferentes gases, las zeolitas y algunos tipos de carbón activado pueden utilizar sus características de tamiz molecular para excluir algunas moléculas de gas de su estructura en función del tamaño y la forma de las moléculas, restringiendo así la capacidad de adsorción de las moléculas más grandes.

## Aplicaciones

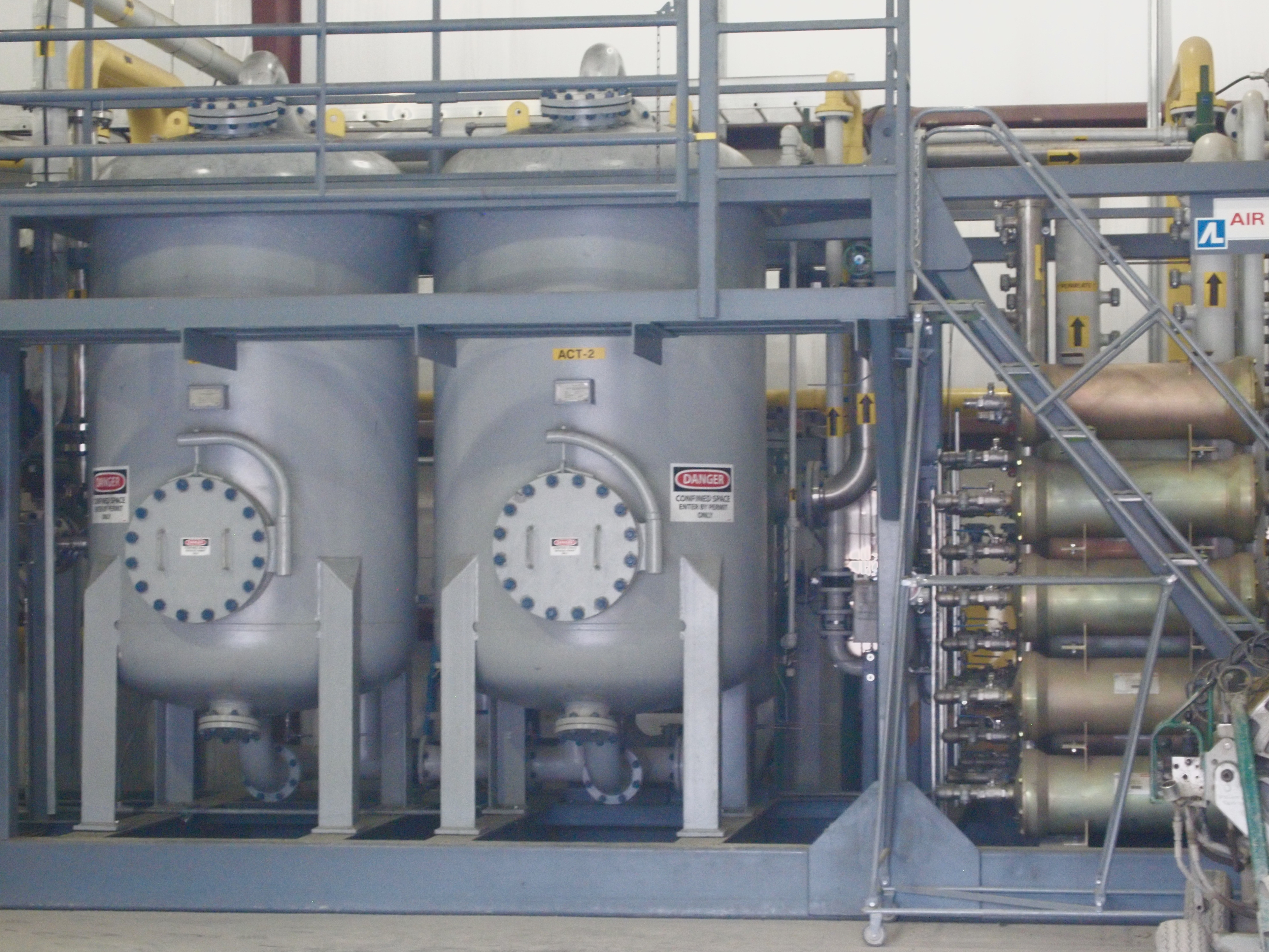
Membrana separadora de gas utilizada en el proceso de utilización de gas de vertedero

### Proceso de distribución del oxígeno producido por plantas PSA
Además de su función en el suministro de oxígeno médico y como alternativa al almacenamiento criogénico a granel o a los cilindros de oxígeno comprimido, que constituyen la principal fuente de oxígeno en los hospitales, la tecnología de adsorción por oscilación de presión (PSA) presenta múltiples aplicaciones. Una de las más relevantes es la eliminación de dióxido de carbono (CO2) en el proceso de producción a gran escala de hidrógeno (H2), que se utiliza en refinerías de petróleo y en la fabricación de amoníaco (NH3). Las refinerías frecuentemente implementan la tecnología PSA para la remoción de sulfuro de hidrógeno (H2S) de las corrientes de alimentación y reciclaje de hidrógeno en las unidades de hidrotratamiento y craqueo. Asimismo, el PSA se utiliza en la separación del dióxido de carbono del biogás, lo que permite incrementar la proporción de metano (CH4).

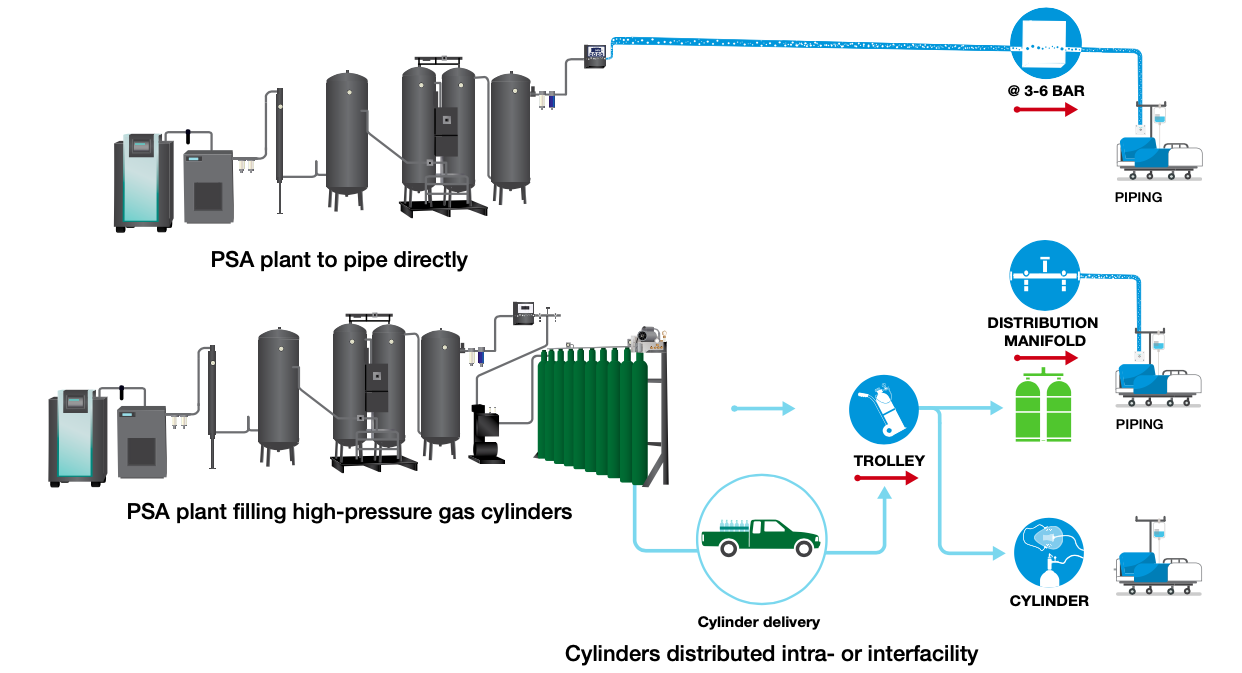
Distribución de oxígeno producido por una línea primaria procedente de una planta PSA

El proceso de PSA permite elevar la calidad del biogás hasta niveles comparables con los del gas natural. Este procedimiento implica la utilización de gas de vertedero, el cual se optimiza y transforma en metano de alta pureza, adecuado para aplicaciones industriales y que se comercializará como gas natural.
El PSA también se utiliza en:
- Sistemas de prevención de incendios por aire hipóxico para producir aire con bajo contenido de oxígeno.
- Plantas de propileno destinadas a la deshidrogenación de propano. Consisten en un medio selectivo para la adsorción preferente de metano y etano sobre hidrógeno.[2]
- Las unidades generadoras de nitrógeno industriales basadas en el proceso PSA pueden producir gas nitrógeno de alta pureza (hasta 99,9995%) a partir de aire comprimido. Sin embargo, estos generadores son más adecuados para suministrar rangos intermedios de pureza y caudales. Las capacidades de dichas unidades se dan en Nm3/h, metros cúbicos normales por hora, siendo un Nm3/h equivalente a 1000 litros por hora en cualquiera de varias condiciones estándar de temperatura, presión y humedad.
  - para nitrógeno: desde 100 Nm3/h con una pureza del 99,9%, hasta 9000 Nm3/h con una pureza del 97%;
  - Para oxígeno: hasta 1500 Nm3/h con una pureza entre el 88% y el 93%.[3]

En el marco de la captura y almacenamiento de carbono (CCS), también se están realizando investigaciones para capturar CO2 en grandes cantidades de las centrales eléctricas de carbón antes de su geosecuestro, con el fin de reducir la producción de gases de efecto invernadero de estas plantas.
El PSA también se ha discutido como una alternativa futura a la tecnología de sorbentes no regenerables utilizada en los sistemas de soporte vital primario de los trajes espaciales, con el fin de ahorrar peso y extender el tiempo de funcionamiento del traje.
Este es el proceso que se utiliza en los concentradores de oxígeno médico que emplean los pacientes con enfisema y COVID-19 y otras personas que requieren aire enriquecido con oxígeno para respirar.[cita requerida]

## Variaciones de la tecnología PSA

### PSA de doble etapa
DS-PSA, a veces también denominado Dual Step PSA, con esta variante de PSA desarrollada para su uso en generadores de nitrógeno de laboratorio, el gas nitrógeno se produce en dos pasos: en el primer paso, el aire comprimido se fuerza a pasar a través de un tamiz molecular de carbono para producir nitrógeno con una pureza de aproximadamente el 98%; en el segundo paso, este nitrógeno se fuerza a pasar a un segundo tamiz molecular de carbono y el gas nitrógeno alcanza una pureza final de hasta el 99,999%. El gas de purga del segundo paso se recicla y se utiliza parcialmente como gas de alimentación en el primer paso.
Además, el proceso de purga está respaldado por una evacuación activa para un mejor rendimiento en el siguiente ciclo. Los objetivos de ambos cambios son mejorar la eficiencia respecto a un proceso PSA convencional.
El DS-PSA también se puede aplicar para aumentar la concentración de oxígeno. En este caso, una zeolita a base de sílice de aluminio adsorbe nitrógeno en la primera etapa alcanzando un 95% de oxígeno en la salida, y en la segunda etapa un tamiz molecular a base de carbono adsorbe el nitrógeno residual en un ciclo inverso, concentrando el oxígeno hasta el 99%.

### PSA rápido
La adsorción rápida por cambio de presión, o RPSA, se utiliza con frecuencia en concentradores de oxígeno portátiles. Permite una gran reducción del tamaño del lecho adsorbente cuando no es esencial una alta pureza y cuando se puede descartar el gas de alimentación (aire). Funciona haciendo circular rápidamente la presión mientras se ventilan alternativamente los extremos opuestos de la columna al mismo ritmo. Esto significa que los gases no adsorbidos avanzan a lo largo de la columna mucho más rápido y se ventilan en el extremo distal, mientras que los gases adsorbidos no tienen la oportunidad de avanzar y se ventilan en el extremo proximal.

### Adsorción por oscilación al vacío
La adsorción por oscilación de vacío (VSA) segrega ciertos gases de una mezcla gaseosa a una presión cercana a la ambiente; luego el proceso pasa al vacío para regenerar el material adsorbente. La VSA se diferencia de otras técnicas de PSA porque funciona a temperaturas y presiones cercanas a las ambientales. El VSA normalmente extrae el gas a través del proceso de separación con vacío. En los sistemas VSA de oxígeno y nitrógeno, el vacío normalmente lo genera un soplador. También existen sistemas híbridos de adsorción por oscilación de presión al vacío (VPSA). Los sistemas VPSA aplican gas presurizado al proceso de separación y también aplican vacío al gas de purga. Los sistemas VPSA, como uno de los concentradores de oxígeno portátiles, se encuentran entre los sistemas más eficientes medidos en índices industriales habituales, como recuperación (gas del producto que sale/gas del producto que entra) y productividad (gas del producto que sale/masa del material del tamiz). Generalmente, una mayor recuperación da como resultado un compresor, soplador u otra fuente de gas comprimido o vacío más pequeña y un menor consumo de energía. Una mayor productividad da como resultado lechos de tamiz más pequeños. Lo más probable es que el consumidor considere índices que tengan una diferencia medible más directamente en el sistema general, como la cantidad de gas del producto dividida por el peso y el tamaño del sistema, los costos iniciales y de mantenimiento del sistema, el consumo de energía del sistema u otros costos operativos y la confiabilidad.